# Musica rock australiana
La musica rock australiana, a cui ci si riferisce anche con il termine inglese Australian rock e chiamata anche OZ Rock o Aussie rock, è la musica rock prodotta da artisti australiani. La musica rock australiana ha una ricca storia, radicata in vari generi rock originati negli Stati Uniti e in Gran Bretagna, e in misura minore, in Europa continentale e in Africa. Australian Rock ha anche contribuito allo sviluppo di alcuni di questi generi, oltre ad avere un suono tipico australiano in generi come il pub rock e la propria musica indigena.
Dal 1955 al 1975 si verificarono tre distinte "ondate" di rock australiano. La prima ondata fu dal 1955 al 1963 e fu influenzata da stili americani e britannici con varianti locali fornite da artisti come Johnny O'Keefe, che ebbe un successo con il brano "Wild One" del luglio 1958. Alla fine di quella fase, apparvero in TV e tournée le "Bandstand Family", che erano caratterizzate da facce giovani e pulite e rappresentavano la musica locale nelle classifiche dei dischi. La seconda ondata dal 1964 al 1969 fu direttamente influenzata da the Beatles e dal loro primo tour nel paese nel giugno 1964. Le due principali band di quell'epoca furono the Easybeats e Bee Gees. La rivista settimanale Go-Set, pubblicata dal 1966 al 1974, e rivolta agli adolescenti e ai ventenni, divenne rapidamente la pubblicazione del periodo più influente e popolare. La terza ondata dal 1970 al 1975, con l'avvento di pub rock, è stata caratterizzata da gruppi come Billy Thorpe & The Aztecs,, Blackfeather e Buffalo. A livello internazionale, gli AC/DC che iniziarono come gruppo pub rock nel novembre 1973, è diventata una delle più note band di rock australiane, con oltre 71 milioni di vendite negli Stati Uniti fino al 2014.
A partire da quell'epoca, il famoso programma televisivo musicale Countdown (1974 - 1987) in onda sull'emittente nazionale ABC fu il maggiore canale di divulgazione della musica rock australiana. Dopo il 1975 il rock australiano iniziò a diversificarsi, sviluppando anche versioni locali del punk rock e dell'indie rock. Negli anni '80 erano importanti anche le Baby Boomer band come John Farnham, il cui album Whispering Jack (ottobre 1986), raggiunse il numero uno nelle classifiche australiane per 25 settimane ed era certificato 24x platino che indicava la spedizione di oltre 1,68 milioni di copie, il risultato australiano più alto fino ad allora. Anche in quel decennio, i gruppi rock indigeni, Yothu Yindi e Warumpi Band, ottennero un riconoscimento più ampio.

## Storia

### Tra '50 e '60: La prima ondata del rock australiano

#### Rock and roll

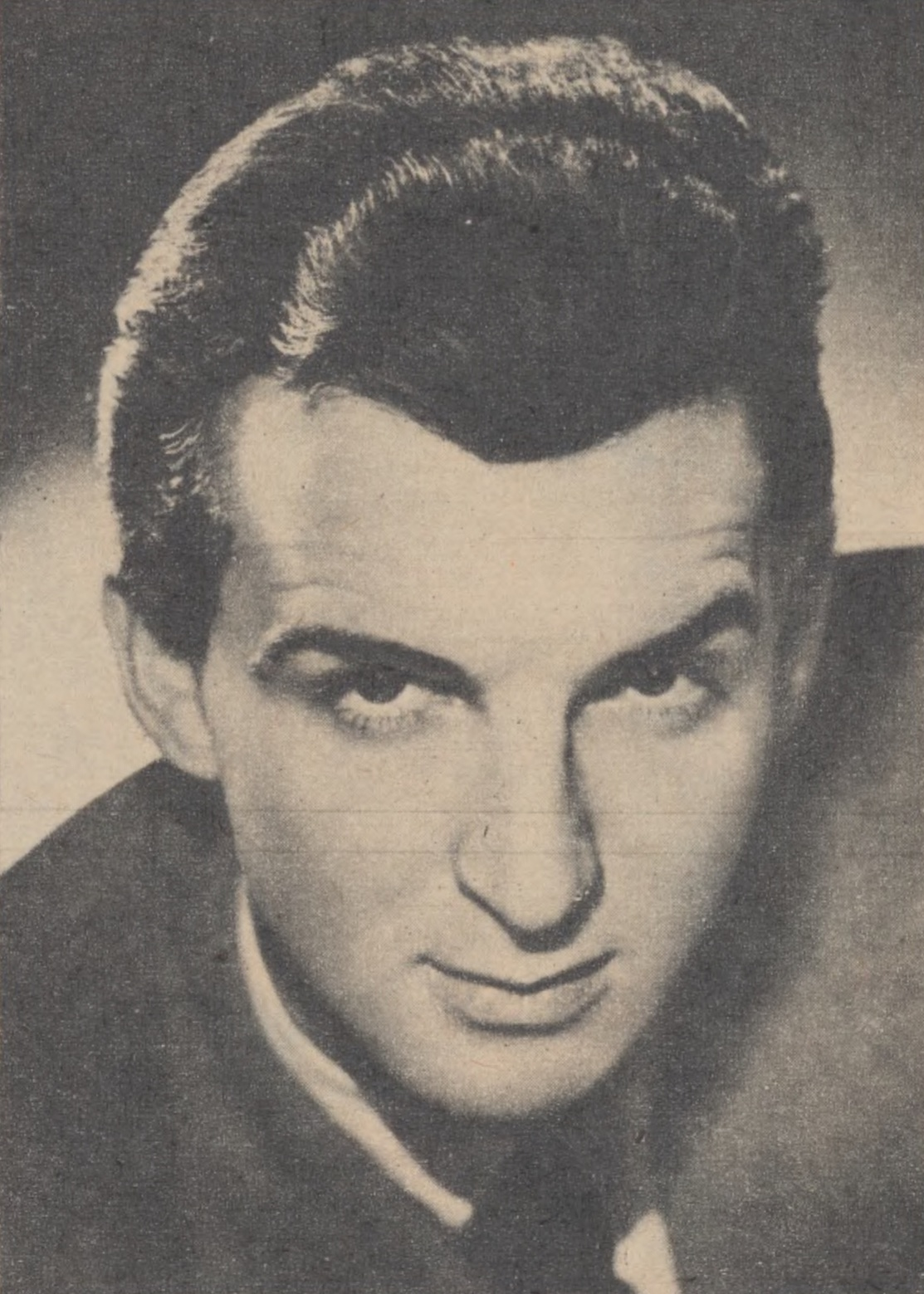
Les Welch in una foto degli anni '50

Il rock and roll prese piede in Australia verso la metà degli anni '50 sulla scia di quello britannico e statunitense. Ma a contribuire a questo sviluppo c'era anche l'ondata di migrazione post bellica, perlopiù proveniente dalla Gran Bretagna. Ma per la prima volta nella storia dell'Australia un gran numero di ingressi proveniva anche da altri paesi europei tra cui Grecia, Italia, Malta, Spagna, Portogallo, Jugoslavia, Ungheria e Polonia. Questi arrivi esercitarono una forte influenza su tutti gli aspetti della società, compresa la popular music.
Nel settembre del 1953, l'imprenditore americano, Lee Gordon si trasferì a Sydney iniziando a distribuire concerti. Nell'agosto 1954 il tour del cantante statunitense Johnnie Ray fu un record d'incassi. Dal 1954 al 1962 i "big show" di Gordon portarono in Australia le star del jazz, rock e della popular music, tra cui Louis Armstrong, Ella Fitzgerald, Artie Shaw, Nat King Cole, Frank Sinatra, Bill Haley & The Comets, Little Richard, Buddy Holly & the Crickets, Jerry Lee Lewis e Chuck Berry, promuovendo anche talenti locali spesso usandoli come band di supporto in quei tour. A supporto di questo mercato vi era la giovane etichetta discografica Festival Records nata nel 1952.
Anche in Australia, come in altre parti del mondo, il seminale film "Rock Around the Clock" (1954) rese popolare il genere, anche se l'omonimo brano non entro nelle classifiche del paese. Sorsero così nuovi rocker locali che spesso facevano cover di brani americani o inglesi: "Saturday Night Fish Fry" fu rifatta da Les Welch (1954), "Rock Around the Clock" da Vic Sabrino (1955) e "Washboard Rock 'n' Roll" dalle Schneider Sisters (1956). Nel 1956 la cover realizzata da Frankie Davidson di un altro brani di Haley intitolata Rock-A-Beatin' Boogie raggiunse il 1º posto delle classifiche nazionali. Sebbene la maggior parte delle principali etichette fossero con sede a Sydney, la vivace scena di danze e concerti di Melbourne alimentò il boom locale della musica rock 'n' roll, per diventare la capitale pop australiano negli anni '60.

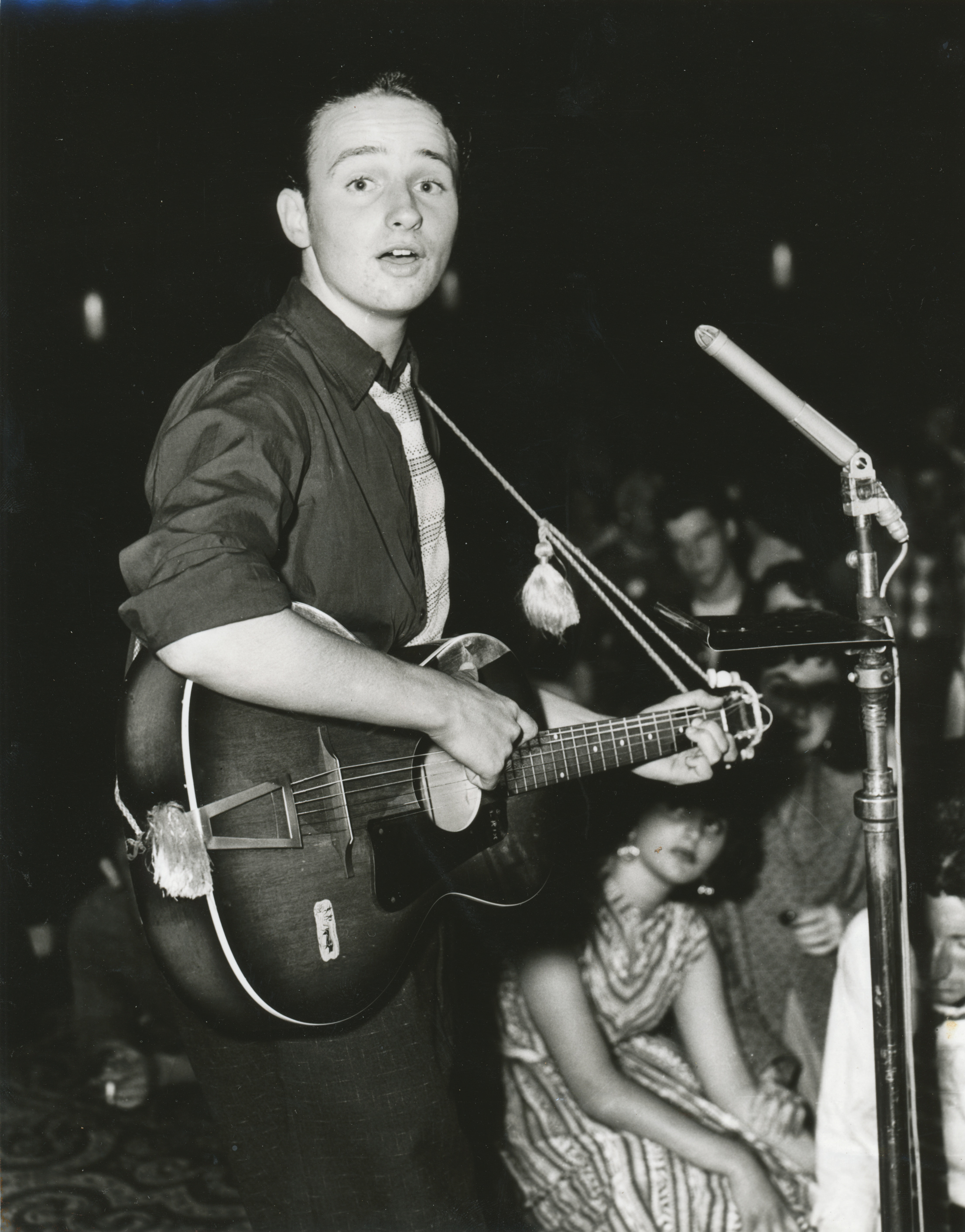
Lonnie Lee durante un concerto del 1957

A metà del 1957, ispirato da Elvis Presley e Little Richard, il cantante di Sydney Johnny O'Keefe trovò numerosi consensi grazie ai suoi concerti innovativi in un tour di Haley promosso da Gordon, gettando le premesse che lo porteranno ad essere una leggenda della musica rock australiana. Fu il primo artista australiano rock 'n' roll a tentare di entrare nel mercato statunitense. Per alcuni anni, O'Keefe e altri rocker locali tra cui Lonnie Lee & the Leemen, Dig Richards & the R'jays, Col Joye & The Joy Boys, Alan Dale & The Houserockers, Ray Hoff & the Off Beats, Digger Revell & the Denvermen ed i neozelandesi Johnny Devlin & the Devils hanno ottenuto la popolarità tanto quanto le loro fonti d'ispirazioni statunitensi. Nel 1959, Lee Gordon avrebbe commissionato Lee Robinson il primo film in assoluto di un concerto rock'n'roll tenutosi allo Sydney Stadium, intitolato appunto "Rock'n'roll". È probabilmente l'unico nel suo genere esistente e presenta molti dei summenzionati artisti australiani.
Nella seconda metà dei '50 il rock andava diversificandosi e molti musicisti che arrivavano dalla scena jazz erano influenzati dal Rhythm and blues e dal Jump blues di musicisti come Louis Jordan.

#### declino
Nel gennaio del 1960 la Festival Records fu acquistato dal magnate dei media, Rupert Murdoch, e ad aprile la ARC - Australian Record Company fu rilevata dalla statunitense CBS, che chiuse l'etichetta Coronet sostituendola con la CBS australiana. Il successo della "prima ondata" Rock 'N' Roll fu quindi breve: all'inizio degli anni '60 il primo boom andava svanendo. Tra l'ultimo grande successo di O'Keefe nel 1961 e il primo successo di Billy Thorpe nel 1964, la scena musicale rock locale era diventata conformista e più conservatrice. Le classifiche divennero presto popolate da artisti dal viso pulito. Molti venivano ospititi regolarmente in TV dallo show pop di Brian Henderson chiamato Bandstand (dal 1958 al 1972) e molti di quelli che erano etichettati come membri della "famiglia Bandstand" erano nella scuderia della Festival Records. Il programma TV Bandstand era esplicitamente "rivolto a chiunque dagli otto agli ottant'anni". Una delle band che proprio in questo contesto trovarono terreno fertile furono i Bee Gees, che vennero ospitati molte volte al Bandstand fin dal 1963.

#### Surf music e rock strumentale
Un'alternativa alle band pop tradizionaliste erano i gruppi di surf e rock strumentale come the Atlantics e the Denvermen di Sydney, e the Thunderbirds di Melbourne. Queste band erano spesso ispirate dalla musica surf statunitense di artisti come Dick Dale e Duane Eddy oppure da gruppi strumentali inglesi come The Shadows o statunitensi come the Ventures.
Le band strumentali australiane suonavano nelle sale da ballo delle capitali ed in provincia. Come i gruppi jazz australiani, questi musicisti rock 'n' roll divennero suonatori esperti. Uno dei famosi pazzi di danza dell'epoca era "The Stomp". Secondo Digger Revell di the Denvermen "Era come quello che fanno i pellerossa quando ballano intorno al teepee. Non sapevano da dove provenisse, ma tutti lo facevano in quel momento".
In questo contesto iniziò a cantare anche Little Pattie che nel 1963 pubblicava i singoli di surf-pop vocale He's My Blonde-headed, Stompie Wompie, Real Gone Surfer Boy (His Master's Voice) che raggiunse la 2ª posizione della classifica di Sydney, e poi Surfin' Easy (The Sun-Herald).

### 1964–1969: La "seconda ondata"

#### "Beat boom" e garage rock

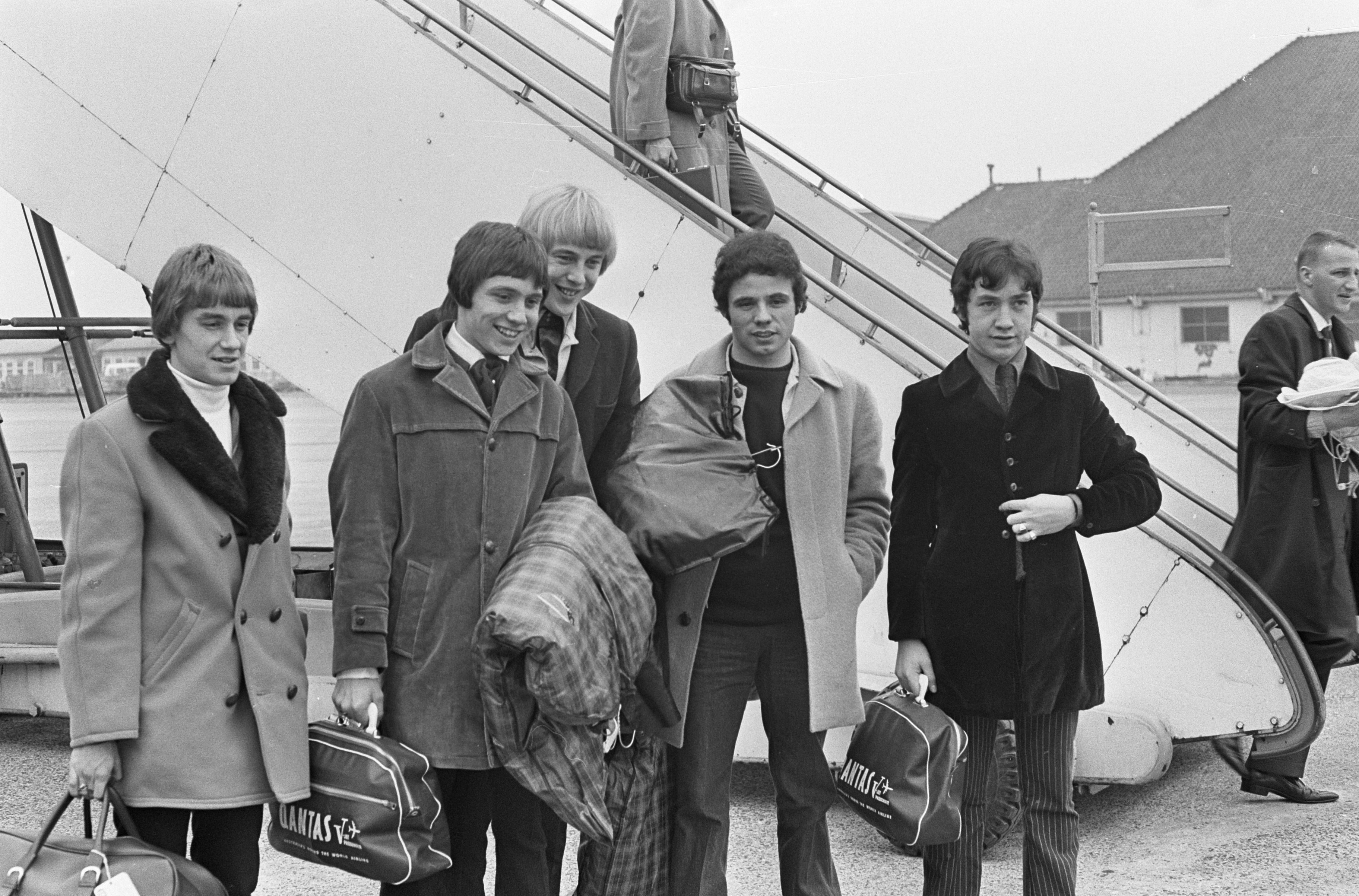
The Easybeats durante un tour del 1967

Se gli echi della musica beat e del British rhythm and blues in Australia iniziarono a farsi sentire già nel 1963 con band come Ray Columbus & The Invaders che pubblicavano i 7" Money Lover (Zodiac) e I Saw Her Standing There (Zodiac) o Billy Thorpe And The Aztecs con il loro Poison Ivy / Broken Things (Linda Lee), dopo il 1964 con la British Invasion e l'esplosione della Beatlemania molte band furono stimolate ad aggiornare il loro stile. Il punto di svolta fu il tour di the Beatles in Australia, che vide oltre 300.000 persone che festeggiava la band nel corteo di arrivo nella città di Adelaide. Il nuovo fenomeno stimolò anche la nascita di nuove band e tra il 1964 ed il 1969 le band attive nel paese erano centinaia, ispirando decine di gruppi nuovi e affermati, che svilupparono presto un'inflessione locale propria e distintiva.
Nel 1964 debuttavano band come Bobby & Laurie con il singolo I Belong With You (Go!!), nel 1965 The Easybeats, Ray Brown & The Whispers, The Twilights, M.P.D. Limited, The Wild Colonials, Normie Rowe, The Groop, Johnny & The Strangers e The Flies e nel 1966 The Loved Ones, The Masters Apprentices, Mike Furber & The Bowery Boys, The Groove, Somebody's Image.
La band di maggior successo di questo ambito furono senza dubbio gli Easybeats che si erano formati alla fine del 1964 al Villawood Migrant Hostel di Sydney e tutti e cinque i fondatori erano arrivati di recente dall'Europa. Adottarono un look in stile beat indossando "abiti abbinati", ed eseguivano canzoni originali, scritte inizialmente da Wright e Young. Firmarono con la Albert Productions e pubblicarono "una serie di singoli di successo eccezionali e intrapresero tour di enorme successo" in tutta l'Australia.
Il materiale successivo di the Easybeats fu scritto principalmente da Vanda & Young, e nel luglio 1966 si trasferirono nel Regno Unito dove registrarono "Friday on My Mind" (pubblicato a novembre). Nel frattempo, sempre in quel mese, il loro primo singolo, "Sorry", raggiunse il numero uno nella classifica Go-Set. Nel gennaio dell'anno successivo anche "Friday on My Mind" aveva raggiunto il numero uno in Go-Set. Questo singolo ottenne successi anche nelle classifiche nel Regno Unito (al n. 6), negli Stati Uniti (al n. 16), nei Paesi Bassi (al n. 1) e in Germania (al n. 10). Vanda & Young subentrò nella produzione delle uscite del gruppo e il gruppo fece un tour negli Stati Uniti nell'agosto 1967. Avevano altri singoli di successo in Australia ma si sciolsero alla fine del 1969 con Vanda & Young che rimasero nel Regno Unito fino al 1973.
Vi erano poi band con un suono garage rock più duro e fortemente blues che sospingeva fino al proto-punk. Sono menzionatili tra questi The Missing Links, Purple Hearts, Wild Cherries, The Creatures e the Throb.

### La terza ondata ed i nuovi sottogeneri degli anni '70
La terza ondata del rock australiano ebbe luogo dal 1970 al 1975. Durante la fine degli anni '60, molti gruppi locali si sciolsero o persero di popolarità, mentre gli artisti più recenti e i veterani sopravvissuti del beat boom degli anni '60 si unirono in nuove formazioni e svilupparono stili rock più tipicamente australiani. Tuttavia, gli artisti che ebbero successo in Australia ottennero solo raramente un successo duraturo all'estero, generalmente a causa della combinazione di cattiva gestione manageriale, mancanza di supporto da parte della casa discografica o mancanza di esposizione radiofonica. Questo periodo storico vide anche la crescente popolarità delle versioni locali di musical e festival rock.
Fino alla fine degli anni '70, molti artisti rock australiani ebbero difficoltà nell'affermarsi, a causa della scarsità di trasmissioni radiofoniche dedicate. Fino al 1975, la radio tradizionale australiana era dominata da un oligopolio di emittenti commerciali che dominavano il mercato radiofonico. La loro influenza sul Governo australiano era tale che non erano state rilasciate nuove licenze radiofoniche in nessuna capitale australiana dall'inizio degli anni '30. Tutta la radio commerciale veniva trasmessa sulla banda AM, in mono, e quel settore resistette strenuamente alle richieste di concedere nuove licenze, introdurre trasmissioni comunitarie o aprire la banda FM (allora utilizzata solo per le trasmissioni televisive), anche se la radio FM rock era già ben avviata negli Stati Uniti. Molti degli artisti orientati a sonorità più progressiste si ritrovarono esclusi da queste stazioni radio, che si concentravano sull'alta rotazione di un piccolo elenco di singoli pop di tre minuti. Questo fu il risultato dell'adozione diffusa del formato "More Music" di ispirazione statunitense.
Il conflitto tra emittenti radiofoniche ed etichette discografiche portò al 1970 radio ban (divieto radiofonico 1970) da maggio a ottobre. Durante il divieto fu rifiutata la trasmissione in onda sulle radio commerciali alle principali pubblicazioni britanniche e australiane, ma non sulle stazioni dell'Australian Broadcasting Commission. Una serie di cover di singoli britannici riprese da artisti locali su nuove etichette, tra cui la Fable Records, ebbero un certo successo commerciale. Un esempio ne è la versione di Liv Maessen di "Knock, Knock Who's There?", che raggiunse il numero 2 nella Top 40 nazionale di Go-Set, senza che la versione originale di Mary Hopkin fosse nota agli ascoltatori contemporanei. Anche se, in questo periodo, c'era molta musica innovativa creata dagli australiani, dopo il divieto erano in pochi ad averne ascoltato più di una frazione. Solo negli anni 2000 questa musica venne riscoperta, sia a livello locale che internazionale.
I primi anni '70 hanno anche visto i primi importanti festival rock australiani, che furono prendevano ad ispirazione il Festival di Woodstock del 1969. L'era dei festival fu esemplificata dall'annuale Sunbury Music Festival, che si tenne fuori Melbourne (Victoria) ogni gennaio dal 1972 al 1975. C'erano numerosi altri festival più piccoli, la maggior parte però non ebbe l'impatto duraturo del Sunbury. Dopo il disastroso Sunbury Festival del 1975, che portò i promotori al fallimento, i grandi festival furono considerati troppo rischiosi ed organizzati solo occasionalmente in questo periodo.
Questo periodo ha visto anche il declino della fiorente danza locale e del circuito delle discoteche. Le danze rock furono una continuazione del circuito della danza sociale che aveva prosperato nelle città e nei sobborghi australiani dal XIX° secolo. Nel frattempo la generazione dei "Baby boomer" era cresciuta e le modifiche alle leggi sulle licenze hanno visto i pub assumere un ruolo sempre più importante come luoghi di musica dal vivo.

#### Hard rock/Heavy metal
Gli AC/DC sono spesso citati come il principale gruppo Blues rock/hard rock australiano. La band di Sydney chiamata Buffalo viene spesso citata come uno degli esponenti originari dello stile heavy metal australiano, con uno stile molto simile a quello dei Black Sabbath degli anni '70. Il bassista del gruppo Peter Wells formò poi i Rose Tattoo nel 1976, un'altra band spesso citata come pioniera del metal australiano. Queste band, pur ottenendo successi internazionali, venivano spesso ignorate in patria. The Angels invece ottennero un certo successo commerciale in Australia mentre trovavano più difficile trovare una strada all'estero.

#### Christian rock
Un parallelo a una tendenza degli Stati Uniti è stato l'inizio di una cultura della musica cristiana australiana. Uno dei primi esempi di questa tendenza è stato il successo a sorpresa di Sister Janet Mead il cui arrangiamento "Rock" di The Lord's Prayer (Festival Records, 1973) è stato un grande successo in Australia e negli Stati Uniti dove ha ottenuto un disco d'oro. Gruppi come Family in Brisbane e Kindekrist iniziarono ad esibirsi ad Adelaide. Rod Boucher ha fondato i Good God Studios, registrando una serie di artisti cristiani alternativi.

#### Pub rock

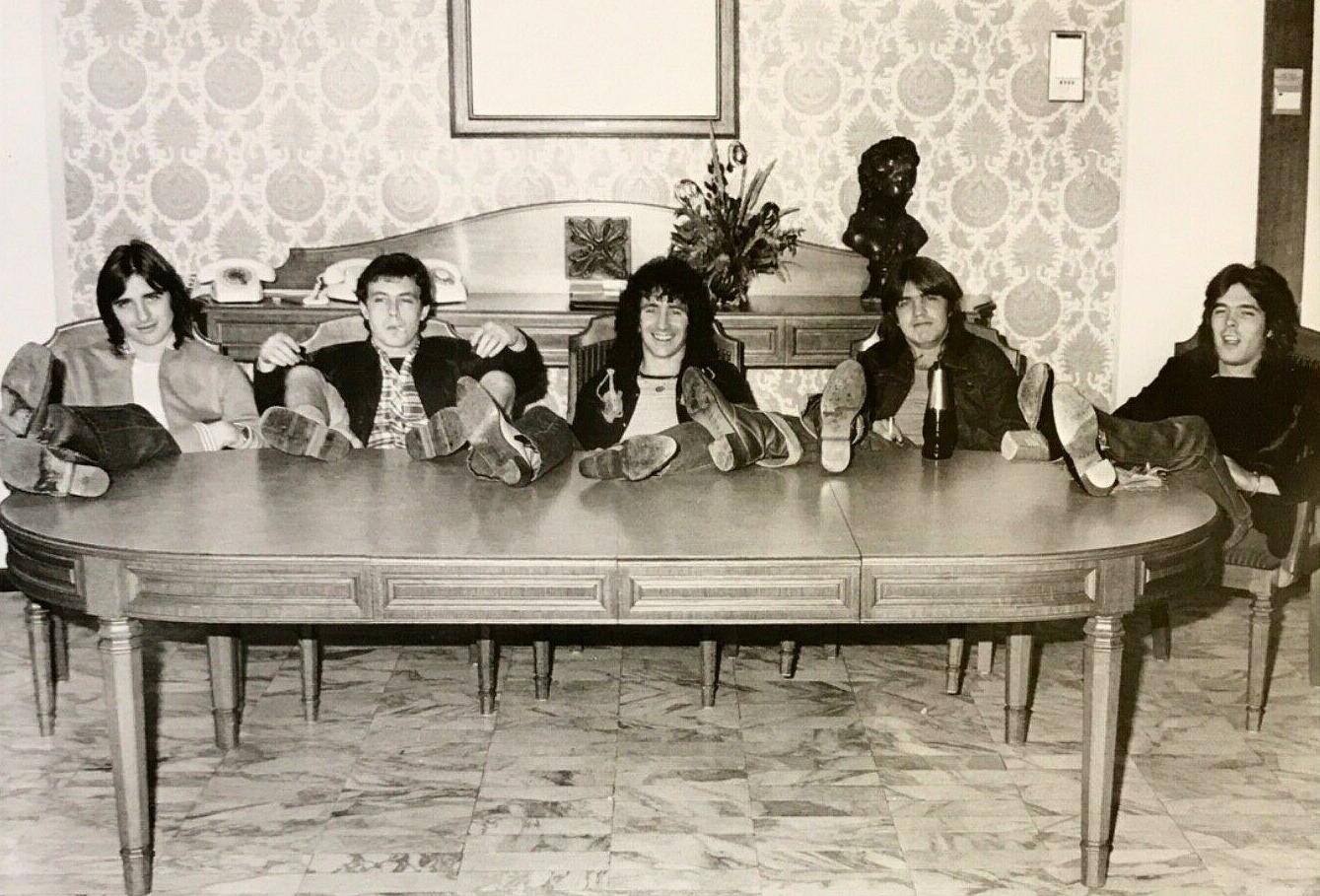
Gli AC/DC in una foto promozionale del 1977

Il Pub rock prende il nome dall'abitudine di queste band dal circuito musicale che associava l'evoluzione di questo sound alla città ed ai pub suburbani che presero il polsto delle sale da ballo degli anni '50 e '60. Il pub rock australiano esplose verso la metà degli anni '70 ed incorporava sonorità hard rock e blues rock e occasionalmente elementi del rock progressivo e del rock psichedelico. Tra i precursori del genere vanno menzionati i Buffalo, Blackfeather e Billy Thorpe and the Aztecs, ma la scena trovò compiutezza qualche anno dopo con band come Rose Tattoo, AC/DC, Cold Chisel, The Angels, The Dingoes e Hunters & Collectors.

### Proto punk, punk rock, new wave

#### Proto punk
Uno dei primi gruppi punk australiani furono The Saints fondati da Ed Kuepper (chitarra) e Chris Bailey (voce) a Brisbane (Queensland) nel 1973. Provenienti da famiglie di immigrati (tedeschi di Kuepper e irlandesi di Bailey), i due prendevano ispirazione dell'energia degli anni '50 e Musica degli anni '60, come il rock di Detroit degli Stooges e degli MC5. Durante quel periodo, il Queensland era sotto il controllo del governo democratico conservatore e autoritario del Country Party di Sir Joh Bjelke-Petersen.
Le stesse fonti d'ispirazione mossero altri gruppi seminali e precursori come i Radio Birdman di Sydney guidati da Deniz Tek, i cui dinamici spettacoli dal vivo si guadagnarono presto un seguito nei locali del centro città, ed i Boys Next Door di Melbourne, che in seguito evolveranno nei The Birthday Party. Nella conservatrice Adelaide, il primo gruppo punk furono i Black Chrome formati nel 1974 ed i JAB del 1976, che vennero in seguito descritti come "una folle evoluzione elettronica del Velvet Underground". In città i concerti erano spesso preclusi alla scena punk e le band non potevano fare concerti a meno che non prenotassero loro stessi i locali senza rivelare che erano gruppi punk.
A metà del 1976, the Saints registrarono e distribuirono copie del loro singolo "(I'm) Stranded", senza ottenere risposta di critica e pubblico in Australia. Nel Regno Unito, invece, la rivista Sounds ne ricevette una copia, e la dichiarò: "single of this and Every Week". Di conseguenza, la band firmò un contratto di tre album con la EMI. Più tardi, nello stesso anno, registrarono il loro primo LP, anch'esso intitolato (I'm) Stranded. La scarsa produzione e dall'indifferenza delle stazioni radio, decretò il fallimento commercialmente dell'album. I Radio Birdman pubblicarono un EP intitolato Burn My Eye e un album Radios Appear ed anche se la produzione era migliori, i risultati commerciali furono simili a quelli dei Saints.